# Ignacio Bonillas
Ignacio Bonillas Fraijo (Hermosillo, Sonora; 1 de febrero de 1858-Estados Unidos, 23 de junio de 1942) fue un diplomático mexicano, embajador de México en Washington y candidato a la presidencia en las elecciones federales de 1920.

## Primeros años y estudios
Nació el 1 de febrero de 1858 en Hermosillo, Sonora. Fue hijo de Gervasio Bonillas y Dolores Fraijo. Su familia se trasladó a Tucson, Arizona, donde efectuó sus estudios primarios. Se graduó de ingeniero civil  en la Universidad de Boston en el año de 1882. Poco antes de terminar su carrera, contrajo nupcias con una dama originaria de Boston. Al poco tiempo de contraer matrimonio regresó a Sonora, donde el Gobierno del Estado le comisionó junto con el Ing. Charles Herbert para que hicieran el trazo de la futura población de Nogales, en 1884.

## Vida política
El 19 de marzo de 1900 la legislatura estatal le dispensó el examen para que pudiera ejercer su profesión, y el Ejecutivo le expidió el diploma correspondiente. Este personaje comenzó a prestar sus servicios al estado de Sonora en 1890. 
A Bonillas le tocó efectuar la medición del fundo legal del Santa Anna y en el mismo año, encontrándose en ese pueblo, salió liderando un grupo de voluntarios y derrotó en la sierra a una partida de apaches que andaban merodeando la zona. En el año de 1910 se afilió al Partido Antirreeleccionista y poco después fue elegido Diputado (1911-1913), correspondiéndole votar por el desconocimiento del general Victoriano Huerta como presidente interino de México.
Fue agente de minería en Magdalena, presidente municipal de Nogales y prefecto del Distrito de Magdalena. Fue secretario de Comunicaciones en 1912 e hizo importantes obras de infraestructura durante la permanencia del gobierno constitucionalista en Veracruz. 
En el año de 1913, formó parte del gabinete de guerra del movimiento Constitucionalista. Desde ese momento, valiéndose de su  inteligencia, patriotismo y buena disposición; don Venustiano Carranza le confió el desempeño de varios cargos de alto nivel, hasta llegar, el 12 de febrero de 1917, al puesto de Embajador de México en Washington.

## Últimos años
Don Ignacio Bonillas fue un fiel amigo y colaborador de don Venustiano, a quien acompañó hasta los últimos momentos de su Gobierno. Después del asesinato de Carranza en Tlaxcalantongo, radicó en Nogales, Sonora, en donde dirigía una pequeña empresa de suministro de agua potable. Siendo el año de 1942, Bonillas falleció en Estados Unidos, lugar al que había ido a curarse de sus males[cita requerida].